# Zbór Kościoła Chrześcijan Wiary Ewangelicznej w Kętrzynie
Zbór Kościoła Chrześcijan Wiary Ewangelicznej w Kętrzynie – dawny zielonoświątkowy zbór w Kętrzynie, będący częścią Kościoła Chrześcijan Wiary Ewangelicznej. Działalność zboru pozostaje zawieszona. 

## Historia
Pentekostalizm pojawił się w Kętrzynie za sprawą Teodora Maksymowicza, przybyłego tu 15 lipca 1945. Jeszcze w tym samym roku doszło do powstania zboru Związku Chrześcijan Wiary Ewangelicznej. Pierwszymi jego członkami byli Mazurzy oraz repatrianci z Kresów Wschodnich. Teodor Maksymowicz pozostawał jego wieloletnim pastorem.
W latach 1953–1988 wspólnota należała do Zjednoczonego Kościoła Ewangelicznego w PRL. 1 lutego 1988 część wiernych dawnego ZKE przyłączyła się do Kościoła Zielonoświątkowego, zachowując jako swoją siedzibę dotychczasowy budynek zborowy przy ul. Powstańców Warszawy. Pozostali członkowie dawnego zboru przyłączyli się do powstałego po reorganizacji ZKE Kościoła Chrześcijan Wiary Ewangelicznej. Ich siedzibą stała się dawna kaplica zboru Kościoła Chrześcijan Baptystów przy ulicy Zjazdowej 9, odkupiona przez KChWE.
Członkowie zboru prowadzili fundację charytatywną pod nazwą Miłosierny Samarytanin, która miała siedzibę w budynku kościelnym.
Po zawieszeniu działalności zboru Kościoła Chrześcijan Wiary Ewangelicznej, na początku drugiego dziesięciolecia XXI wieku należący do niego budynek kaplicy został udostępniony do użytku miejscowego zboru Chrześcijańskiej Wspólnoty Zielonoświątkowej.